# Ya (kana)
Ya (romanização do hiragana や ou katakana ヤ) é um dos kana japoneses que representam um mora. No sistema moderno da ordem alfabética japonesa (Gojūon), ele ocupa a 36.ª posição do alfabeto, entre Mo e Yu.
Na sua forma pequena e acompanhado por um kana -i (ki, shi, chi...), este kana representa não um som separado mas uma modificação do kana -i (kya, sha...) (ver yōon).
| Forma                   | Romaji      | Hiragana        | Katakana        |
| ----------------------- | ----------- | --------------- | --------------- |
| Normal y- (や行 ya-gyō) | ya          | や              | ヤ              |
| Normal y- (や行 ya-gyō) | yaa yā, yah | やあ, やぁ やー | ヤア, ヤァ ヤー |

## Formas alternativas
No Braile japonês, や ou ヤ são representados como:
| － | ●  |
| － | － |
| ●  | － |

O Código Morse para や ou ヤ é: ・－－

## Traços

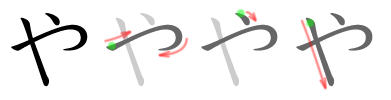
Seqüência de traços para escrita do や

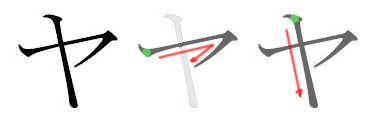
Seqüência de traços para escrita do ヤ